# Maletto
Maletto is een gemeente in de Italiaanse provincie Catania (regio Sicilië) en telt 4051 inwoners (31-12-2004). De oppervlakte bedraagt 40,9 km², de bevolkingsdichtheid is 99 inwoners per km².

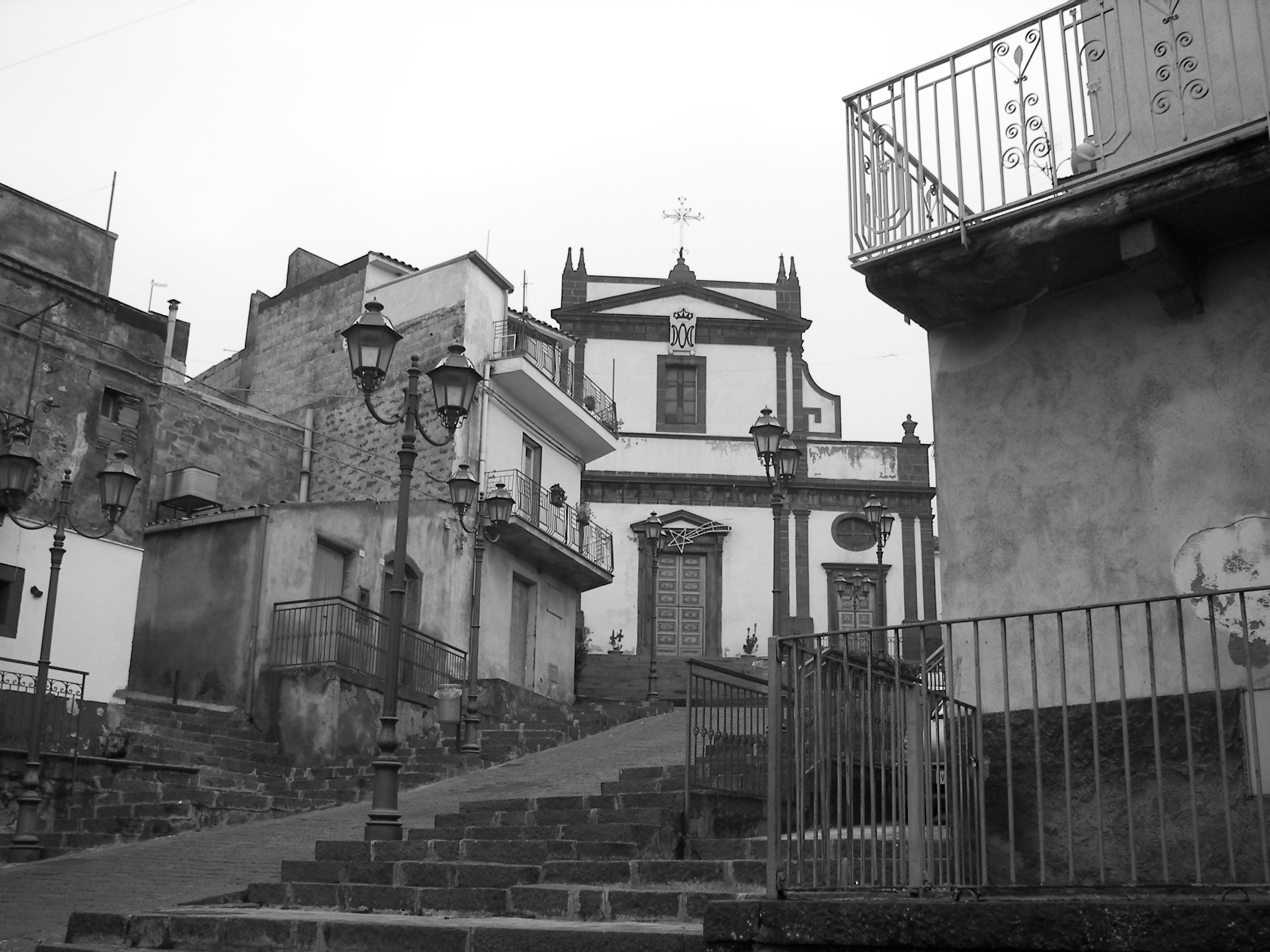
Kerk
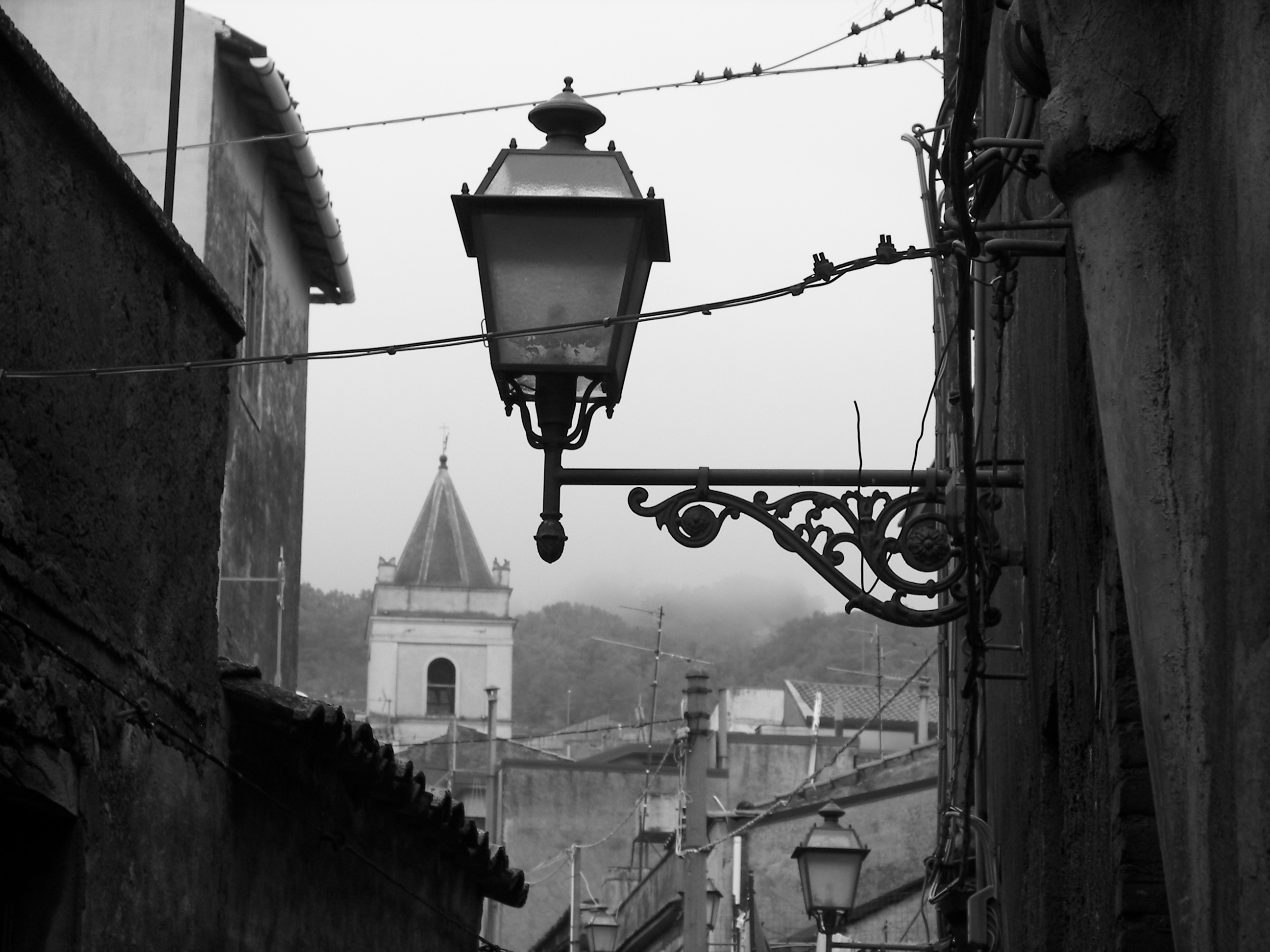
Scorcio del campanile

## Geografie
De gemeente ligt op ongeveer 960 m boven zeeniveau.
Maletto grenst aan de volgende gemeenten: Adrano, Belpasso, Biancavilla, Bronte, Castiglione di Sicilia, Nicolosi, Randazzo, Sant'Alfio, Zafferana Etnea.